# 駒場東大前駅
駒場東大前駅（こまばとうだいまええき）は、東京都目黒区駒場三丁目にある、京王電鉄井の頭線の駅である。井の頭南管区所属。駅番号はIN03。目黒区最北端の駅であり、京王電鉄の駅で唯一目黒区に所在する。

## 歴史
駒場駅と東大前駅の統合という由来を持つ。この2駅間には現在の駒場東大前駅のホームの長さ分程度しか駅間距離がなかった。統合前の痕跡は、（西）駒場駅の跡としては池ノ上駅側（吉祥寺側）の踏切との間にプラットホームの残骸が、東大前駅（一高前駅・東駒場駅）の跡としては神泉駅側（渋谷側）に、駅の現在位置から少し不自然に離れて駅広告看板が現在も残っている。

### 年表
- 1933年（昭和8年）8月1日：帝都電鉄の東駒場駅・西駒場駅が開設。
- 1935年（昭和10年）8月10日：東駒場駅を一高前駅へ改称。
- 1937年（昭和12年）8月1日：西駒場駅を駒場駅へ改称（7月8日届出[2]）。
- 1940年（昭和15年）5月1日：小田原急行鉄道と合併、同社帝都線の駅となる。
- 1942年（昭和17年）5月1日：小田急電鉄が東京急行電鉄（大東急）に併合。
- 1948年（昭和23年）6月1日：東急から京王帝都電鉄が分離し、同社井の頭線の駅となる。
- 1951年（昭和26年）12月1日：一高前駅を東大前駅に改称。
- 1965年（昭和40年）7月11日：駒場駅と東大前駅を統合、駒場東大前駅が開設。
- 2025年（令和7年）5月17日：ホームドアの使用を開始[3]。

## 駅構造
島式ホーム1面2線を有する地上駅。傾斜地にあるため、吉祥寺寄りは高架ホーム、渋谷寄りは通常の地平ホームとなっている。改札口は、吉祥寺寄りホーム階下の西口と渋谷寄りの路盤上にある東口・東大口の2か所がある。東口は橋上駅舎となっており、2つの出口の内、南側は渋谷方面の道に、北側は東京大学駒場キャンパス方面に出る。
ホームと西口改札間にエレベーターが設置されている。
トイレは構内には設置されておらず、駅利用者は西口駅前の目黒区公衆便所を利用することとなる。京王電鉄全駅の中で自社管理の旅客トイレがない唯一の駅である。

### のりば
| 番線 | 路線     | 方向 | 行先                                       |
| ---- | -------- | ---- | ------------------------------------------ |
| 1    | 井の頭線 | 下り | 下北沢・明大前・永福町・久我山・吉祥寺方面 |
| 2    | 井の頭線 | 上り | 渋谷方面                                   |

## 利用状況
2024年度（令和6年度）の1日平均乗降人員は35,206人である。
開業以来の1日平均乗降・乗車人員の推移は以下の通り。
| 年度               | 1日平均 乗降人員 | 1日平均 乗車人員 | 出典     |
| ------------------ | ---------------- | ---------------- | -------- |
| 1965年（昭和40年） | 47,703           |                  |          |
| 1970年（昭和45年） | 43,864           |                  |          |
| 1975年（昭和50年） | 43,791           |                  |          |
| 1980年（昭和55年） | 36,919           |                  |          |
| 1985年（昭和60年） | 35,021           |                  |          |
| 1990年（平成02年） | 36,261           | 17,868           | [ * 1 ]  |
| 1991年（平成03年） |                  | 18,238           | [ * 2 ]  |
| 1992年（平成04年） |                  | 18,551           | [ * 3 ]  |
| 1993年（平成05年） |                  | 18,323           | [ * 4 ]  |
| 1994年（平成06年） |                  | 18,367           | [ * 5 ]  |
| 1995年（平成07年） | 37,286           | 18,445           | [ * 6 ]  |
| 1996年（平成08年） |                  | 18,608           | [ * 7 ]  |
| 1997年（平成09年） |                  | 18,189           | [ * 8 ]  |
| 1998年（平成10年） |                  | 18,008           | [ * 9 ]  |
| 1999年（平成11年） |                  | 17,481           | [ * 10 ] |
| 2000年（平成12年） | 35,669           | 17,575           | [ * 11 ] |
| 2001年（平成13年） |                  | 17,923           | [ * 12 ] |
| 2002年（平成14年） | 36,282           | 18,074           | [ * 13 ] |
| 2003年（平成15年） | 37,443           | 18,456           | [ * 14 ] |
| 2004年（平成16年） | 37,390           | 18,458           | [ * 15 ] |
| 2005年（平成17年） | 37,606           | 18,619           | [ * 16 ] |
| 2006年（平成18年） | 38,110           | 18,970           | [ * 17 ] |
| 2007年（平成19年） | 39,017           | 19,601           | [ * 18 ] |
| 2008年（平成20年） | 39,927           | 20,071           | [ * 19 ] |
| 2009年（平成21年） | 40,411           | 20,315           | [ * 20 ] |
| 2010年（平成22年） | 40,024           | 20,063           | [ * 21 ] |
| 2011年（平成23年） | 39,297           | 19,682           | [ * 22 ] |
| 2012年（平成24年） | 39,119           | 19,510           | [ * 23 ] |
| 2013年（平成25年） | 39,813           | 19,890           | [ * 24 ] |
| 2014年（平成26年） | 38,878           | 19,408           | [ * 25 ] |
| 2015年（平成27年） | 38,767           | 19,320           | [ * 26 ] |
| 2016年（平成28年） | 39,101           | 19,540           | [ * 27 ] |
| 2017年（平成29年） | 39,417           | 19,707           | [ * 28 ] |
| 2018年（平成30年） | 39,099           | 19,532           | [ * 29 ] |
| 2019年（令和元年） | 37,851           | 18,872           | [ * 30 ] |
| 2020年（令和02年） | 18,480           | 9,225            | [ * 31 ] |
| 2021年（令和03年） | 24,995           |                  |          |
| 2022年（令和04年） | 31,775           |                  |          |
| 2023年（令和05年） | 34,257           |                  |          |
| 2024年（令和06年） | 35,206           |                  |          |

### 乗降人員数の推移
東大前駅
- 1964年度：30,617人（駅統合前最終年度）
- 1960年度：22,420人
- 1955年度：14,617人

駒場駅
- 1964年度：16,407人（駅統合前最終年度）
- 1960年度：12,621人
- 1955年度：9,798人

## 駅周辺
その名の通り、東京大学駒場キャンパスと隣接しており（赤門や安田講堂で有名な本郷キャンパスとは場所が異なる）、前記したように線路を挟んで北側一帯は全て東大の敷地となっている。この他にも、駒場には教育機関が多数集まっている。
- 東京大学駒場Iキャンパス（総合文化研究科・教養学部、数理科学研究科）
  - 旧制第一高等学校。正門が東大口改札から直結している。ホームから見える教養学部1号館は本郷キャンパスの安田講堂と似ており、沿線住民や大学関係者以外では間違える人も多い。
- 東京大学駒場IIキャンパス（駒場リサーチキャンパスとも。先端科学技術研究センター、生産技術研究所など）
  - 駒場Iキャンパスからは少し離れた場所にあり隣接していない。
- 独立行政法人大学入試センター
- 日本工業大学駒場中学校・高等学校
- 駒場東邦中学校・高等学校
- 筑波大学附属駒場中学校・高等学校
- 東京都立国際高等学校
- 東京都立駒場高等学校
- 目黒区立第一中学校
- 目黒区立駒場小学校
- 東海大学代々木キャンパス（学校法人東海大学本部、東海大学観光学部、東海大学大学院総合理工学研究科、同地球環境科学研究科、同生物科学研究科）
- 東海大学付属望星高等学校東京校

周辺は閑静な住宅街である。駅南側を東西に走る通りは、標高が東大キャンパスより低いことから「駒下」と通称される、昔ながらの商店街が続いており、小規模な個人商店が並ぶ。定食屋や弁当屋といった学生を主な対象とする商店も見られる。
2002年（平成14年）にバリアフリー対応のために西口の階段横に新たな通路を設け、エレベーターが新設された。しかし、元々通行量が多かった階段が狭くなったことで、エレベーター新設後も通勤・通学客による混雑と渋滞が慢性化している。
特に朝ラッシュ時は電車を降りてから改札を出るまで5分以上掛かる場合もあり、対応策として各学校などが東口に迂回するよう指示したこともある。

### その他の施設
- 日本民藝館（西口から）
- 駒場公園（西口から）
  - 旧前田侯爵邸洋館
  - 日本近代文学館
- 駒場国際交流会館
- 駒場野公園（駅南側、昔の帝大農学部農場跡）
- 目黒駒場郵便局（東口から）
- 東邦大学医療センター大橋病院（西口から、最寄駅としては東急田園都市線・池尻大橋駅の方が近い）
- E&Yショールーム

## ギャラリー

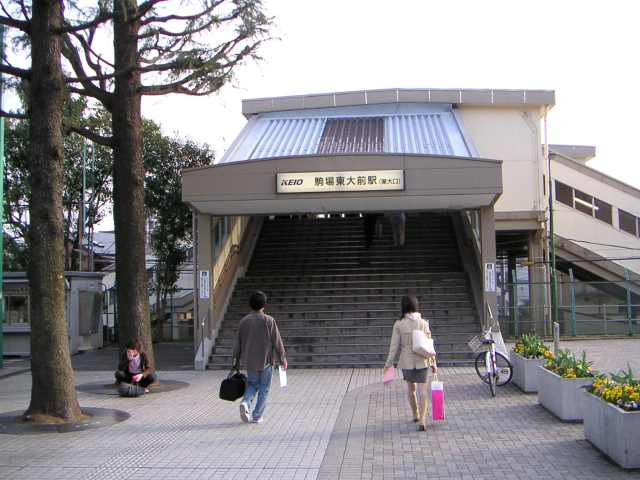
東大口（2006年4月）
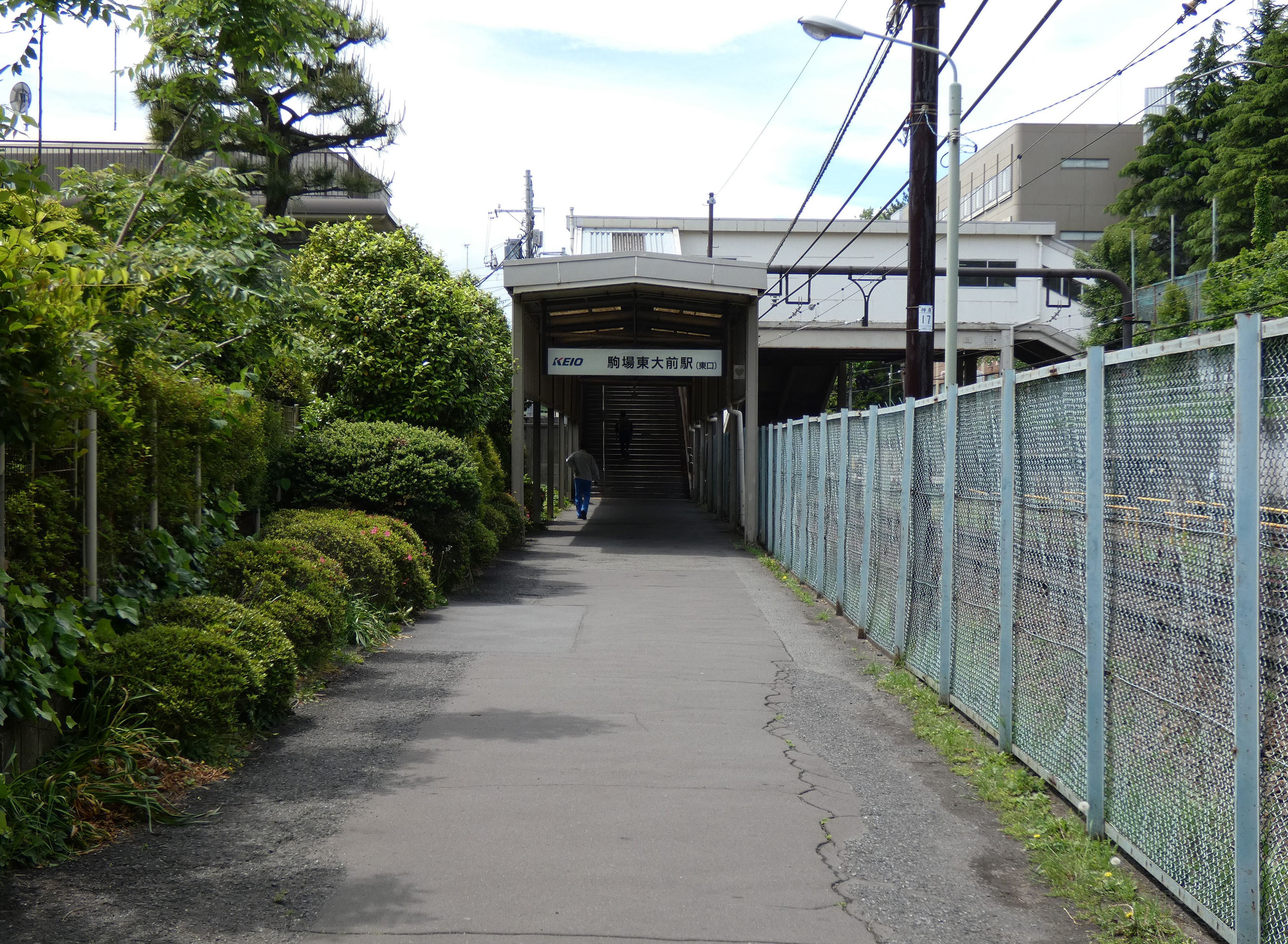
東口南側（2020年5月）
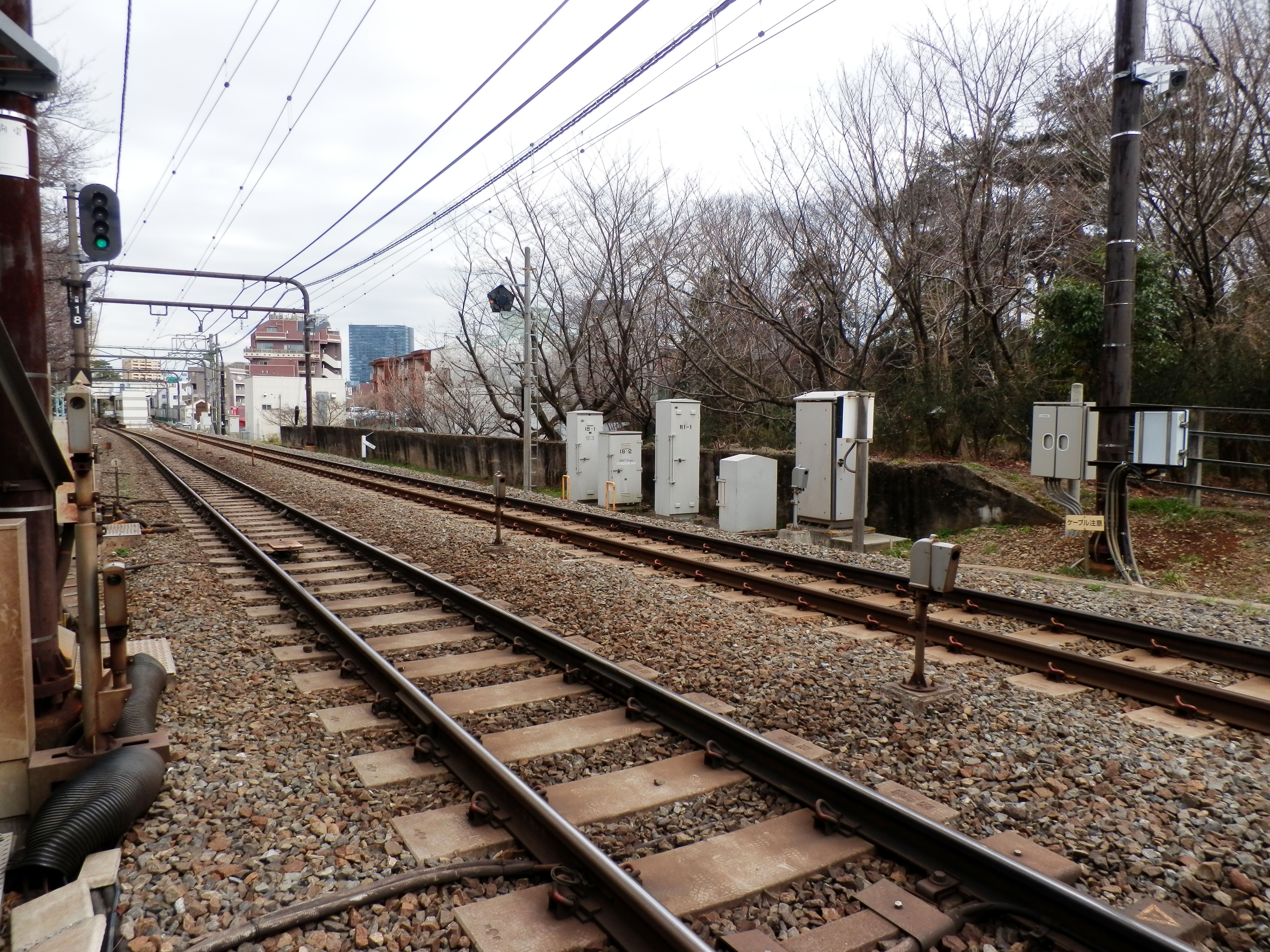
コンクリートの壁のようなものが旧駒場駅のホーム跡（2012年10月）
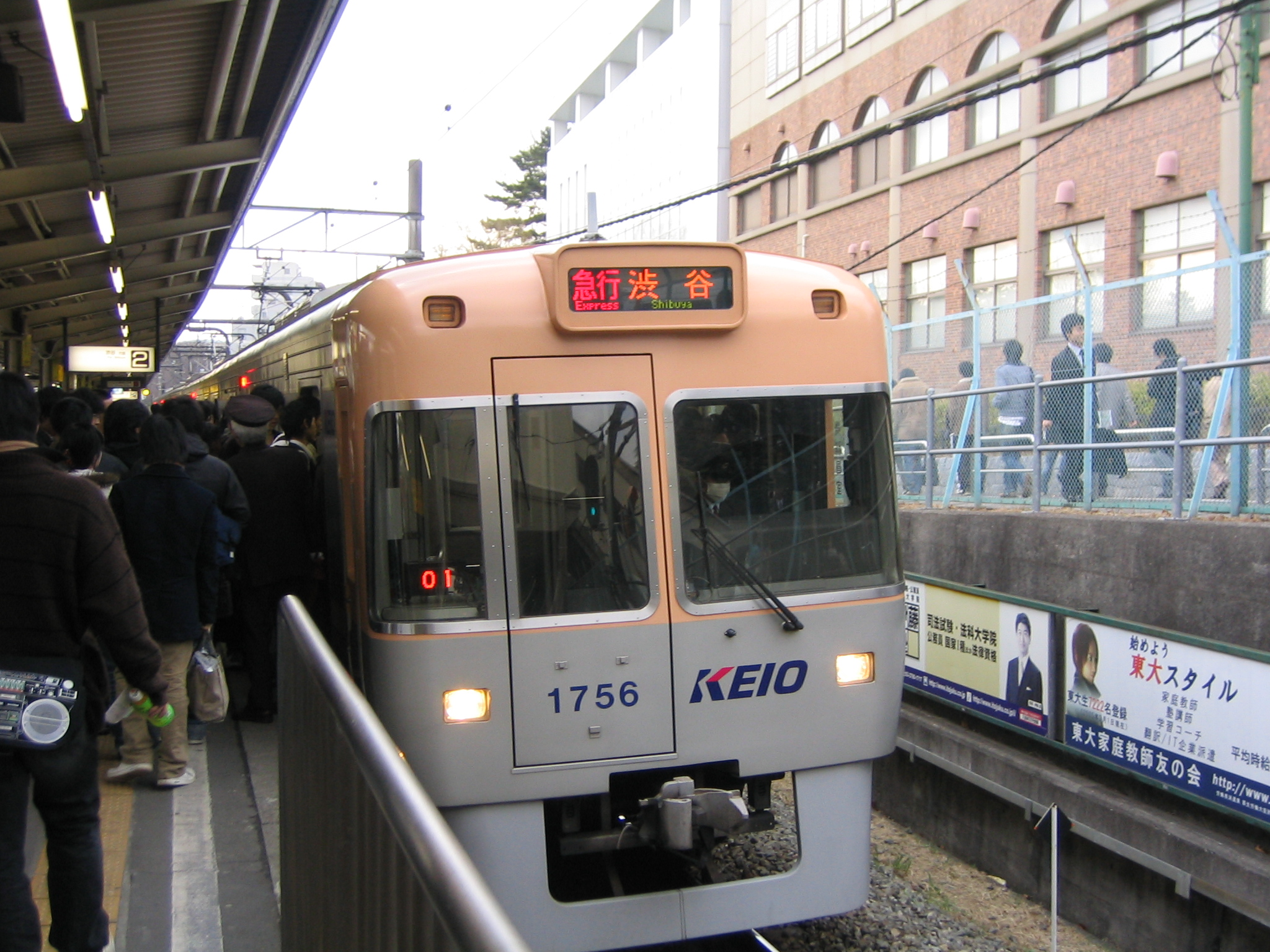
入試当日に停車中の急行（2006年2月）
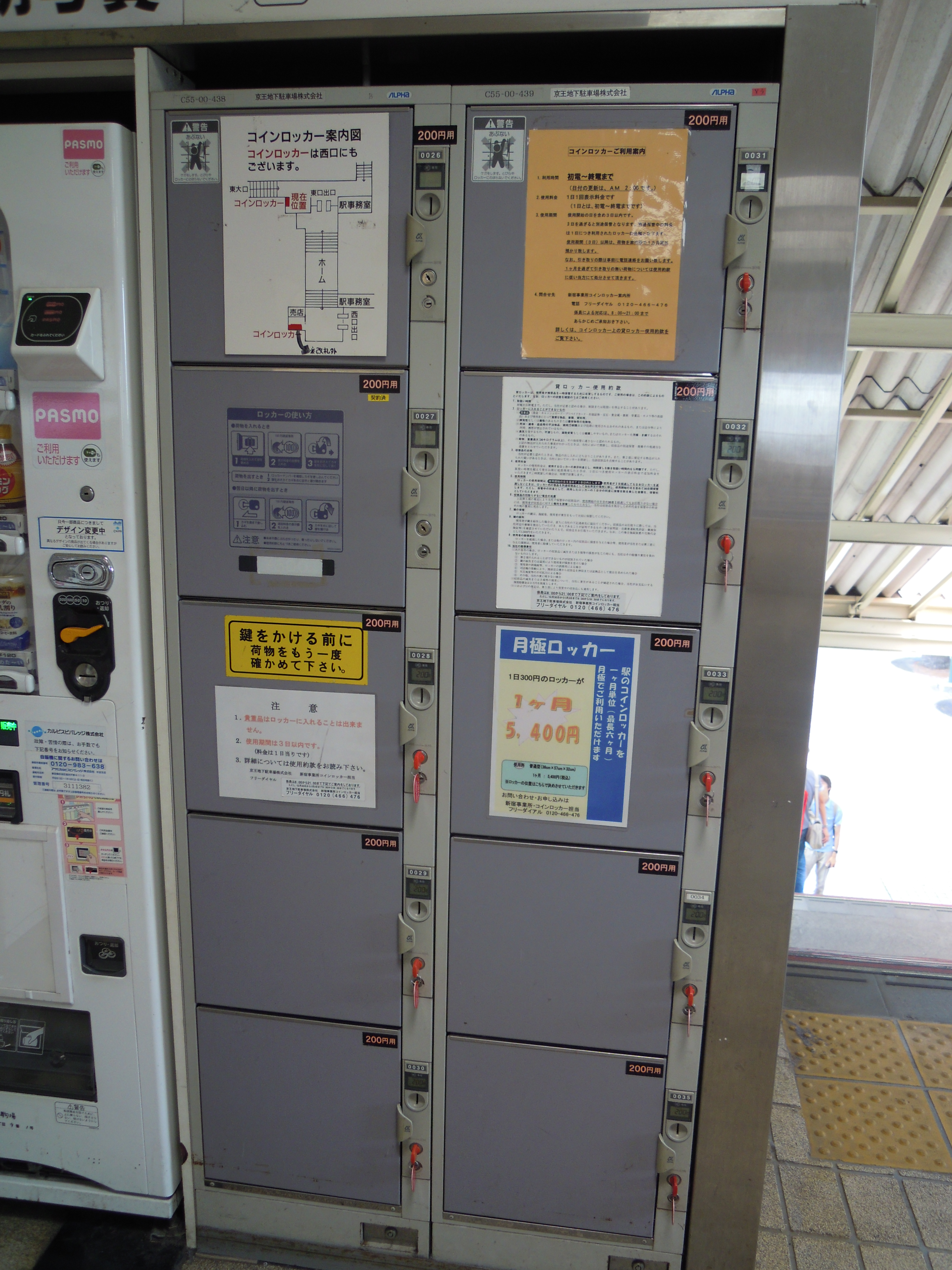
東口改札横のコインロッカー（2012年7月）
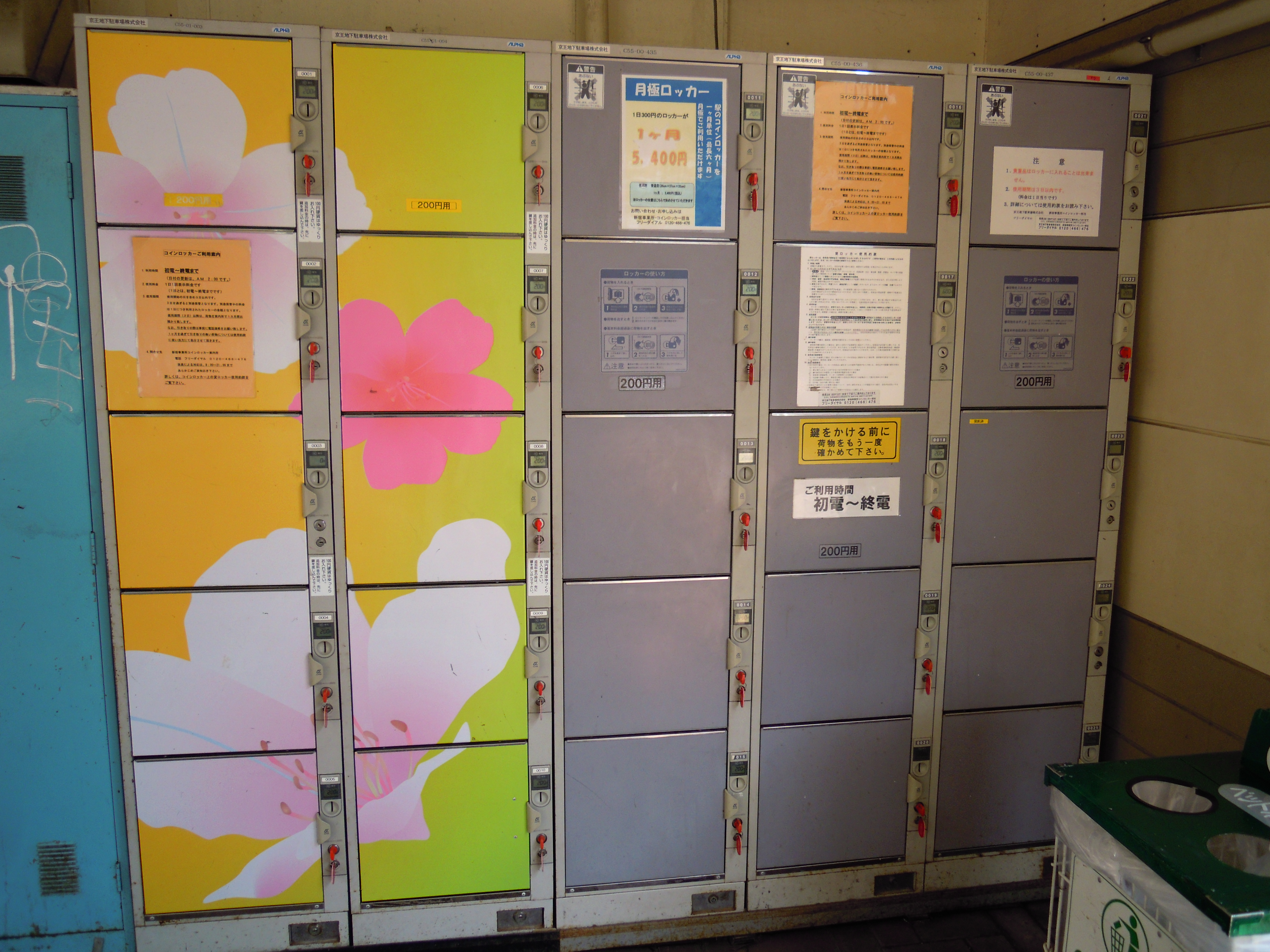
西口改札横のコインロッカー（2012年7月）

## 隣の駅
京王電鉄
 井の頭線
■急行
通過（臨時停車の場合あり）
■各駅停車
神泉駅 (IN02) - 駒場東大前駅 (IN03) - 池ノ上駅 (IN04)
- 東大駒場キャンパスにおける大学入学共通テストや東京大学の入学試験などの各種試験、秋頃開催となる駒場祭で多客が見込まれる場合には、通常は通過となる急行が臨時停車する。